# جولييت ليما
جولييت ليما (بالإسبانية: Juliet Lima)‏ هي ممثلة فنزويلية، ولدت في 19 نوفمبر 1981 في الولايات المتحدة.

## وصلات خارجية
- جولييت ليما على موقع IMDb (الإنجليزية)